# جوناثان أوت
جوناثان أوت (بالإنجليزية: Jonathan Ott) هو عالم نبات أمريكي، ولد في 1949 في هارتفورد في الولايات المتحدة.

## وصلات خارجية
- جوناثان أوت على موقع قاعدة بيانات الفيلم (الإنجليزية)